# Josée Nahi
Estelle Marie Josée Nahi (Diegonefla, 29 de mayo de 1989) es una futbolista marfileña que juega como delantera en el Zvezda Perm ruso. 
Jugó en su país en las Amazones de Koumassi (2006-09) y el Omness de Dabou (2010-13). En 2007 debutó con la selección de Costa de Marfil; su primer torneo importante fue la Copa de Naciones 2012.
Más adelante pasó al fútbol europeo. En 2013 fichó por el Spartak Subotica serbio y en 2014 por el Zvezda Perm. 
En sus dos temporadas en la Champions League ha marcado 4 goles con el Spartak y 5 con el Zvezda.